# Sodagreen
Sodagreen (chino: 蘇打綠, pinyin: Suda lǜ; estilizado como Sodagreen) es una banda de indie rock taiwanés formada en 2001. Sus integrantes han ido variando desde 2003. Sodagreen surgió en la escena musical del generop rock indie, después de recibir un Premio en el "Festival Hohaiyan Gongliau Rock" en 2004, tras lo cual firmaron un contrato con el sello discográfico de "Willlin Music". La banda se destacaba por el gran talento de su vocalista principal y compositor Wu Tsing-Fong, quien se destacó por sus composiciones y letras poéticas, siendo el único estilo en su rendimiento y amplio rango vocal.

## Historia
Sodagreen fue nombrado por Shih, entonces líder de la banda y Wu, el vocalista. La banda fue originalmente llamado Soda (苏打), pero Shih sentía que la banda necesitaba un nombre con tres caracteres de origen chinos. Wu, cuyo color favorito era el color verde, sugirió que se añadiera la palabra verde (绿) detrás del nombre, por lo tanto el nombre de la banda quedó así.
En mayo del 2001, Sodagreen compitió en la "Golden Melody Cup", organizado por la Universidad Nacional de Chengchi y ganaron popularidad por su canción titulada "Peeping". La obtención de la apreciación de Shiao-Ying, uno de los jueces, ellos grabaron dicha canción, para una compilación llamado " Taiwan independent compilation 2001", que fue publicado por TCM. En abril del próximo año, después de varios de cambios en la alineación de la banda como en las guitarristas, Sodagreen participó en la  "Golden Melody Cup", una vez más, esta vez siendo nuevamente ganadores denominados como el mejor grupo musical por sus letras y composiciones, de la propia autoría de sus integrantes.

## Discografía

### Álbumes
| Álbum | Información del álbum                                                    | Pista |
| ----- | ------------------------------------------------------------------------ | --- |
| 1st   | sodagreen (蘇打綠) - Released: 2 de septiembre de 2005                   | 1. Too Late for Regrets (後悔莫及) 2. Flying Fish (飛魚) 3. Oh oh oh oh... 4. That Moment Is Over 5. It's My Sea (是我的海) 6. Floating (漂浮) 7. Frequency (頻率) 8. You (你喔) 9. Twin Genes In A Landing Practice (降落練習存在攣生基因) 10. Theory of Relativity IV (相對論IV) 11. Peeking (窺) (Bonus track) |
| 2nd   | Little Universe (小宇宙) - Released: 20 de octubre de 2006               | 1. You Are, You Will 2. Little Universe (小宇宙) 3. Little Love Song (小情歌) 4. Signs & Symbols (符號) 5. Temporarily Out of Control (暫時失控) 6. City Caught in Rain (被雨困住的城市) 7. Already (已經) 8. Noisy (吵) 9. Behind (Without) You (背著你) 10. Falling (墜落) 11. Wordless Hymn (無言歌) |
| 3rd   | Incomparable Beauty (無與倫比的美麗) - Released: 2 de noviembre de 2007  | 1. Amusement (遊樂) 2. Floral Tea (花茶) 3. Seasonal Rhapsody (四季狂想) 4. Left Side (左邊) 5. Incomparable Beauty (無與倫比的美麗) 6. Daylight Moonshine (白日出沒的月球) 7. This Day (這天) 8. Simple Life (簡單生活) 9. City (城市) 10. Believe (相信) |
| 4th   | Sing with Me (陪我歌唱) - Released: 2 de mayo de 2008                    | CD1 Live 1. Little Universe (小宇宙) 2. Temporarily Out of Control (暫時失控) 3. Theory of Relativity IV (相對論IV) 4. City Trapped in the Rain (被雨困住的城市) 5. Memory (記念) 6. Floating (漂浮) 7. Creep 8. Spider's Sky (蜘蛛天空) 9. It's My Sea (是我的海) 10. Oh oh oh oh... 11. Blue Eyes (藍眼睛) 12. The Only Thing I Care About Is You (我只在乎你) 13. Frequency (頻率) CD2 Studio 1. Murmur (呢喃) 2. Sing with Me (陪我歌唱) 3. Lover-Animal (愛人動物)                                     |
| 5th   | Daylight of Spring (春·日光) - Released: 8 de mayo de 2009               | 1. Before The Snow Melts (融雪之前) 2. The Faun Boards the Train Of Scenic Spring, and (牧神搭上春色的火車，而) 3. Daylight (日光) 4. Is Between Us (在我們之間) 5. Accompaniment (配樂) 6. Stopping At Each Station: (各站停靠︰) 7. A Thousand Fountains (一千座噴泉) 8. Symphonic Dream (交響夢) 9. The Rose From Another Dimension (異次元的玫瑰 ) 10. Interlude (插曲) 11. After the Fun (嬉戲之後) 12. Come Home Soon (早點回家)                                                                      |
| 6th   | Summer/Fever (夏/狂熱) - Released: 11 de septiembre de 2009              | 1. Claps (掌聲落下) 2. Summer Summer(他夏了夏天) 3. Narration- English Poetry (口白 - 英文詩) 4. The Sound That Remains (蟬想) 5. Surrounding (包圍) 6. King's Garden (御花園) 7. Narration- English Poetry (口白 - 英文詩) 8. Peter and the Wolf (彼得與狼) 9. Together We Dance (共舞) 10. No Sleep (無眠) 11. Narration- English Poetry (口白 - 英文詩) 12. Fever (狂熱) 13. Tempted (煽動) 14. Near Future (近未來)                                                                                     |
| 7th   | Once In A Lifetime (十年一刻) - Released: 27 de agosto de 2010           | 1. The Sound That Remains (蟬想) 2. Flying Fish (飛魚) 3. Daylight (日光) 4. The Girl with Red Shoes (紅鞋女孩) 5. A Lovely Rose (可愛的玫瑰花) 6. Hold My Hand (牽阮的手) 7. Chasing, Chasing, Chasing (追追追) 8. Summer Summer(他夏了夏天) 9. Little Love Song (小情歌) 10. Fever (狂熱) 11. The Playground in Rain(雨中的操場) 12. Once In A Lifetime (十年一刻) 13. Having Fun in Life (笑鬧人間) 14. No Sleep - Mandarin Version (無眠 - 國語版)                                                      |
| 8th   | What Is Troubling You (你在煩惱什麼) - Released: 11 de noviembre de 2011 | 1. This Moment Is Forever (片刻永恆) 2. The Limit of Happiness (幸福額度) 3. I Wrote Of You In My Song (你被寫在我的歌里) ft. Ella Chen (S.H.E) 4. If Love Is Like Condensation (如果凝結就是愛) 5. Enjoy Loneliness (喜歡寂寞) 6. Bird's Nest (燕窩) 7. Cocoon (繭) 8. As We Walk Together(當我們一起走) 9. The Romantic Clique (浪漫派) 10. Control Freak (控制狂) 11. What Is Troubling You(你在煩惱什麼) ft. Suming                                                                                     |
| 9th   | Autumn: Stories (秋：故事) - Released: 18 de septiembre de 2013          | 1. The Story (故事) 2. Starts With a Fallen Leaf (從一片落葉開始) ft. Priscilla Ahn 3. Musical Interlude 4. When I'm Alone (獨處的時候) 5. I Miss You So (我好想你) 6. Narration 7. Idle Wings (偷閒的翅膀) 8. Are Sunny Everyday (天天晴朗) 9. Narration 10. After Saying Goodbye (說了再見以後) 11. We Walked a Light Year (我們走了一光年) 12. And Met Again (再遇見) 13. Musical Interlude 14. The Gleaners (拾穗) 15. The Last One Who Lives in Your Heart (你心裡最後一個) 16. A Little Star (小星星) |

### Singles
| Single | Información | Listas |
| ------ | --- | --- |
| 1st    | Aerial visions, Sounds And Illusions (空氣中的視聽與幻覺) - Released: 30 de mayo de 2004                          | 1. Aerial Visions, Sounds And Illusions 2. Air                                                                                 |
| 2nd    | Flying Fish (飛魚) - Released: 1 de noviembre de 2004                                                             | 1. Flying Fish (String Quartet) 2. Flying Fish 3. Flying Fish (Remix) 4. Flying Fish (Quartet version)                         |
| 3rd    | Believe in music (Live at the stage) - Released: 17 de noviembre de 2004                                          | 1. Computer Data, Not Playable 2. Believe in music MV 3. Air MV 4. Believe in music 5. Spider's Sky (蜘蛛天空) 6. I don't care |
| 4th    | Thousand Years Late (遲到千年) - Released: 18 de septiembre de 2006                                               | 1. Thousand Years Late (Demo) 2. Falling (墜落) (Demo) 3. Thousand Years Late                                                  |
| 5th    | My Future Is Not A Dream (我的未來不是夢) - sodagreen X apay - Released: 15 de diciembre de 2006 - Limited copies | 1. My Future Is Not A Dream - sodagreen X apay 2. My Future Is Not A Dream - sodagreen 3. My Future Is Not A Dream - apay      |